# Montanomelon angatjana
Montanomelon angatjana är en snäckart som beskrevs av Alan Solem 1993. Montanomelon angatjana ingår i släktet Montanomelon och familjen Camaenidae. Inga underarter finns listade i Catalogue of Life.